# Baviera-Straubing
A Baviera-Straubing (em alemão:  Bayern-Straubing) também designada como Ducado da Baviera-Straubing (em alemão:  Herzogtum Bayern-Straubing) foi um ducado do Sacro Império Romano-Germânico surgido pela desagregação do ducado da Baviera em três Teilherzogtum.

## História
Baviera-Straubing denota a herança territorial amplamente espalhada da Casa de Wittelsbach, que encontravam-se no estado alemão da Baviera. As terras eram governadas por duques independentes de Baviera-Straubing entre 1353 e 1432; um mapa (ilustração) dessas marcas e anexações do Sacro Império Romano, vividamente demonstram a fracionalização das terras onde não obtiveram primogenitura. Em 1349, após a morte do Imperador Luís IV, seus filhos dividiram a Baviera mais uma vez: a Baixa Baviera foi passada para Estêvão II (morto em 1375), Guilherme (falecido em 1389) e Alberto (falecido em 1404). Em 1353, Baixa Baviera foi ainda dividido na Baviera-Landshut e Baviera-Straubing: Guilherme e Alberto receberam uma parte da herança da Baixa Baviera, com uma capital em Straubing e direitos em Hainaut e Holanda. Assim, os duques da Baviera-Straubing também foram conde de Hainaut, conde de Holanda, e de Zelândia.
Em 1425, com a morte do duque João III, os duques de Straubing extinguiram-se na linhagem masculina, e os seus bens foram repartidos pelos duques de Baviera-Munique, Baviera-Landshut e Baviera-Ingolstádio somente em 1429 sob a mediação do imperador. Sua sobrinha Jaqueline tornou-se condessa de Hainaut por seu próprio mérito.

## Duques de Baviera-Straubing
- Mantido conjuntamente por Guilherme I e Alberto I, entre 1347 e 1388
- Alberto I "de Holanda", entre 1388 e 1404
- Alberto II, entre 1389 e 1397 mantido em conjunto com Alberto I
- Guilherme II, entre 1404 e 1417
- João III, entre 1418 e 1425 disputou com
- Jaqueline de Hainaut, entre 1417 e 1432

Após a luta pela sucessão entre Jaqueline e seu tio João, Baviera-Straubing foi dividida entre a Baviera-Ingolstádio, Baviera-Landshut, e Baviera-Munique.